# بیل دوران
بیِل دوران (کاتالونیایی: Biel Durán؛ ‏ مه ۱۹۸۴) بازیگر اهل اسپانیا است.
از فیلم‌ها یا مجموعه‌های تلویزیونی که وی در آن‌ها نقش داشته‌است، می‌توان به ۱۴ آوریل، جمهوری، بیمارستان مرکزی، سالوادور، کنسول سدوم و نابرده رنج، گنج میسر نمی‌شود اشاره نمود.